# 田中東雨
田中 東雨（たなか とうう、1931年10月20日 - 2017年4月7日）は、岐阜県岐阜市出身の書家。木村東道に師事。本名は喜久、東雨は号。

## 役職
- 毎日書道展会員
- 新興書道展
  - 運営委員
  - 一部審査会員
- 清風会総務
- 公益社団法人 日本書作家協会理事
- 清風書道教室 東雨支部長

## 書歴
新興書道展
- 特選
- 蘭香賞を受賞
- 一部審査員推挙

## 主な編著
- 月刊書道専門指導書 『清風』 連載
  - 「文房四宝」
  - 「千字文閑話」
  - 「かなの書道史」
  - 「日本の手紙」